# História da Alemanha (1990–presente)

Alemanha (Verde-escuro), o restante da União Europeia (UE) (Verde-claro)

A história da Alemanha de 1990 até o presente abrange o período após a reunificação alemã, quando a Alemanha Ocidental e a Alemanha Oriental foram reunidas após serem divididas durante a Guerra Fria. A Alemanha depois de 1990 é referida pelos historiadores como a República de Berlim (Berliner Republik). Este período de tempo também é determinado pelo processo em andamento de "reunificação interna" do país anteriormente dividido.

## Economia

### Estagnação na década de 1990
Após a queda do Muro de Berlim, uma onda de otimismo por um futuro mais positivo varreu a Alemanha, mas esse futuro provou ser difícil de concretizar. A Alemanha Ocidental investiu mais de dois trilhões de marcos na reabilitação da antiga Alemanha Oriental, ajudando-a na transição para uma economia de mercado e limpando a degradação ambiental. Em 2011, os resultados foram mistos, com desenvolvimento econômico lento no Leste, em nítido contraste com o rápido crescimento econômico no oeste e no sul da Alemanha. O desemprego era muito maior no Leste, frequentemente acima de 15%.
O milagre económico alemão extinguiu-se na década de 1990, de modo que, no final do século e no início da década de 2000, foi ridicularizado como o "homem doente da Europa". A taxa de crescimento econômico foi muito baixa, 1,2% ao ano, de 1988 a 2005. O desemprego, especialmente nos distritos do leste, permaneceu teimosamente alto, apesar dos altos gastos com estímulos. Aumentou de 9,2% em 1998 para 11,1% em 2009. A Grande Recessão mundial de 2008-2010 piorou brevemente as condições, pois houve um declínio acentuado no PIB. No entanto, o desemprego não aumentou e a recuperação foi mais rápida do que em quase qualquer outro lugar. Os antigos centros industriais da Renânia e do Norte da Alemanha também ficaram para trás, à medida que as indústrias de carvão e aço perderam importância.

### Ressurgimento após 2010
As políticas económicas estavam fortemente orientadas para o mercado mundial e o sector exportador continuou a ser muito forte. A prosperidade foi impulsionada pelas exportações que atingiram um recorde de US$ 1,7 trilhão em 2011, ou metade do PIB alemão, ou quase 8% de todas as exportações do mundo. Enquanto o resto da Comunidade Europeia enfrentava problemas financeiros, a Alemanha assumiu uma posição conservadora com base em uma economia extraordinariamente forte após 2010. O mercado de trabalho mostrou-se flexível e as indústrias exportadoras estavam em sintonia com a procura mundial.
Em dezembro de 2023, a Alemanha era a quarta maior economia do mundo, depois dos Estados Unidos, China e Japão, e a maior economia da Europa. É o terceiro maior país exportador do mundo.

## Chancelaria de Helmut Kohl na Alemanha reunificada (1990–1998)

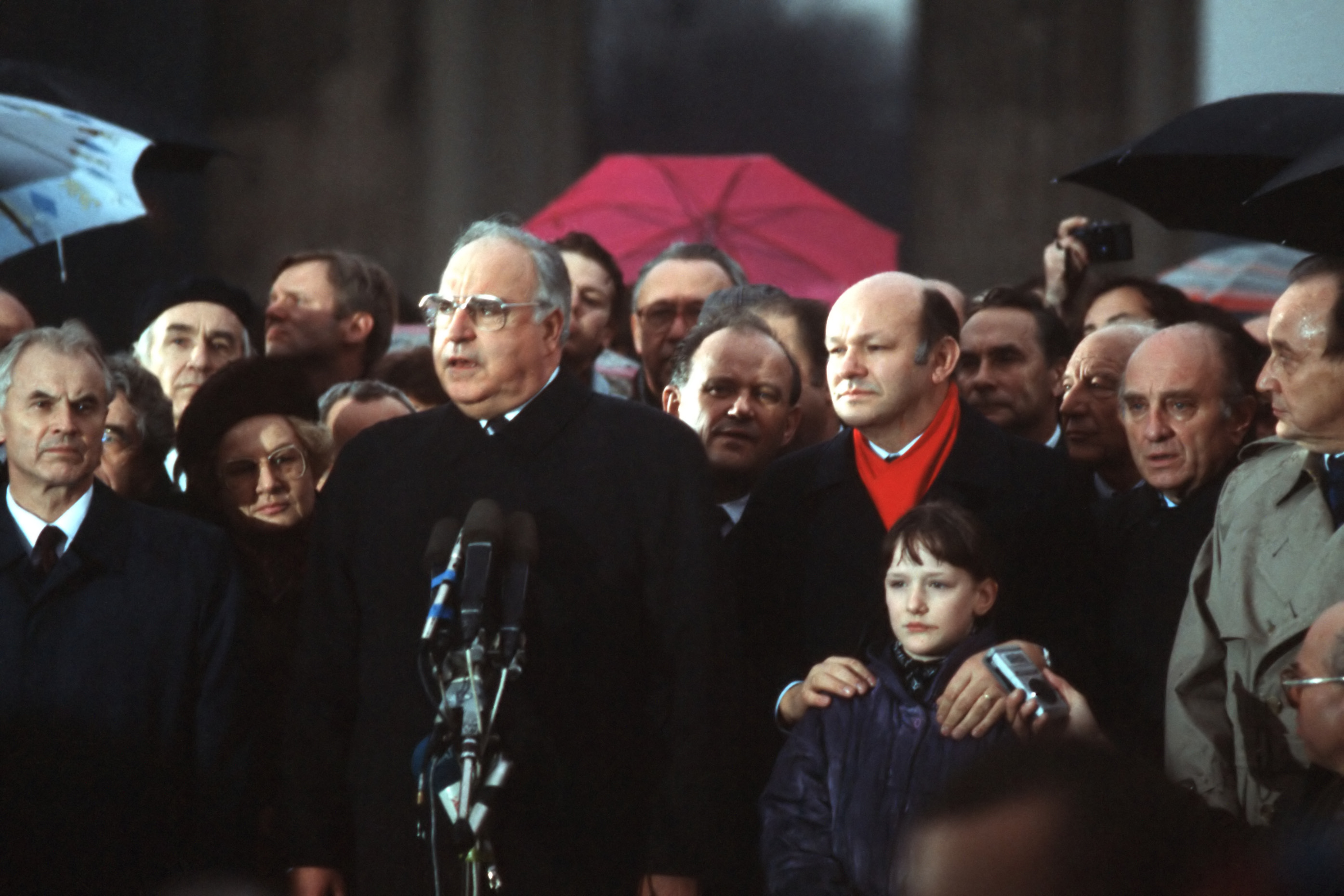
Helmut Kohl após a queda do Muro de Berlim em 1989

Em 3 de outubro de 1990, a República Democrática Alemã foi dissolvida, cinco estados foram recriados (Brandemburgo, Mecklemburgo-Pomerânia Ocidental, Saxônia, Saxônia-Anhalt e Turíngia) e os novos estados tornaram-se parte da República Federal da Alemanha, um evento conhecido como Reunificação Alemã.
Eleições para novos parlamentos estaduais foram realizadas nos cinco estados em 14 de outubro, com a União Democrata Cristã da Alemanha sendo a grande vitoriosa.
A Berlim reunificada se tornou a capital da Alemanha em 3 de outubro, embora o governo tenha continuado com sede em Bonn até 1999.
A primeira eleição federal após a reunificação, a eleição federal de 1990, ocorreu em 2 de dezembro daquele ano. A CDU tornou-se o maior partido com 43,8%, seguida pelo SPD (33,5%) e pelo Partido Democrático Livre da Alemanha (11%).
Em 20 de junho de 1991, o Bundestag decidiu que o parlamento e partes do governo e da administração central seriam transferidos de Bonn para a capital, Berlim. Nessa época, surgiu o termo "República de Berlim" (em alusão à "República de Bonn" da Guerra Fria e à "República de Weimar" do período entreguerras).
Roman Herzog, ex-juiz do Tribunal Constitucional Federal da Alemanha, foi eleito presidente da Alemanha em 1994, sucedendo Richard von Weizsäcker.

## Chancelaria de Gerhard Schröder (1998–2005)

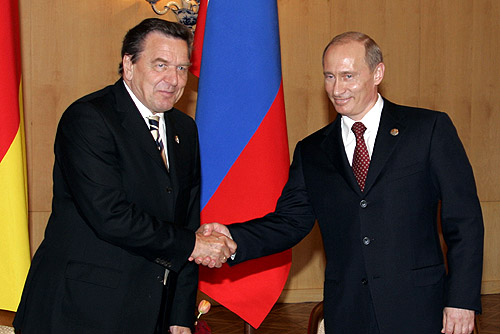
Schröder com o presidente russo Vladimir Putin em Moscou em 9 de maio de 2005

O governo de coalizão liberal-conservador, composto pela CDU/CSU e pelo FDP, perdeu a eleição federal de 1998, e Gerhard Schröder foi eleito chanceler, à frente de um governo de coalizão composto por seu próprio partido SPD e Os Verdes.
Em 1998, soube-se que a CDU/CSU havia recebido financiamento anônimo. Helmut Kohl posteriormente renunciou ao cargo de presidente honorário do partido e, em 2000, Wolfgang Schäuble renunciou ao cargo de presidente do partido. Angela Merkel, secretária-geral da CDU desde 1998, emergiu como uma figura de liderança no partido e foi eleita presidente em 2000.
Uma grande reforma tributária foi implementada em 2000. Depois de 2003, o governo federal promulgou uma série de reformas na política social e de saúde, conhecidas como Agenda 2010. O governo Schröder também enfatizou questões ambientais e promoveu a redução de gases de efeito estufa.
A Alemanha participou da guerra da OTAN contra a Iugoslávia em 1999, quando as forças alemãs entraram em combate pela primeira vez desde a Segunda Guerra Mundial. O chanceler Schröder apoiou a guerra contra o terror após os ataques de 11 de setembro contra os Estados Unidos, e a Alemanha enviou forças para o Afeganistão. A Alemanha também enviou forças para Kosovo e outras partes do mundo.
Em 1999, a Alemanha adotou parcialmente o Euro, que substituiu completamente o Marco Alemão como moeda da Alemanha em 2002.
Várias cidades alemãs, principalmente Dresden e Magdeburg, sofreram graves inundações durante as enchentes europeias de 2002.
Em 2002, Edmund Stoiber foi candidato a chanceler pela CDU/CSU, a primeira vez que um político da CSU foi candidato a chanceler desde a candidatura de Franz Josef Strauss em 1980. Tanto a CDU/CSU quanto o SPD obtiveram 38,5% nas eleições federais de 2002. Como os Verdes se tornaram maiores que os liberais, o governo de Gerhard Schröder foi reeleito.
A Alemanha e a França se opuseram veementemente à Guerra do Iraque de 2003 e apoiou militarmente os Estados Unidos em outras partes do mundo, principalmente no Chifre da África e no Kuwait.
Após uma amarga derrota do SPD nas eleições estaduais no estado da Renânia do Norte-Vestfália (22 de maio de 2005), o chanceler Schröder pediu ao Bundestag alemão (câmara baixa do parlamento) um voto de desconfiança. Schröder argumentou que estava cada vez mais difícil promover as reformas socioeconômicas necessárias devido à maioria da oposição na câmara alta do parlamento, o Bundesrat, bem como às tensões dentro de seu próprio partido. Depois de perder esta votação, como pretendido, em 1º de julho, o chanceler Schröder pôde pedir ao presidente Horst Köhler que convocasse novas eleições federais. Em 21 de julho de 2005, o presidente concordou com o pedido do chanceler e dissolveu o parlamento, agendando eleições parlamentares antecipadas para 18 de setembro.

## Chancelaria de Angela Merkel (2005–2021)

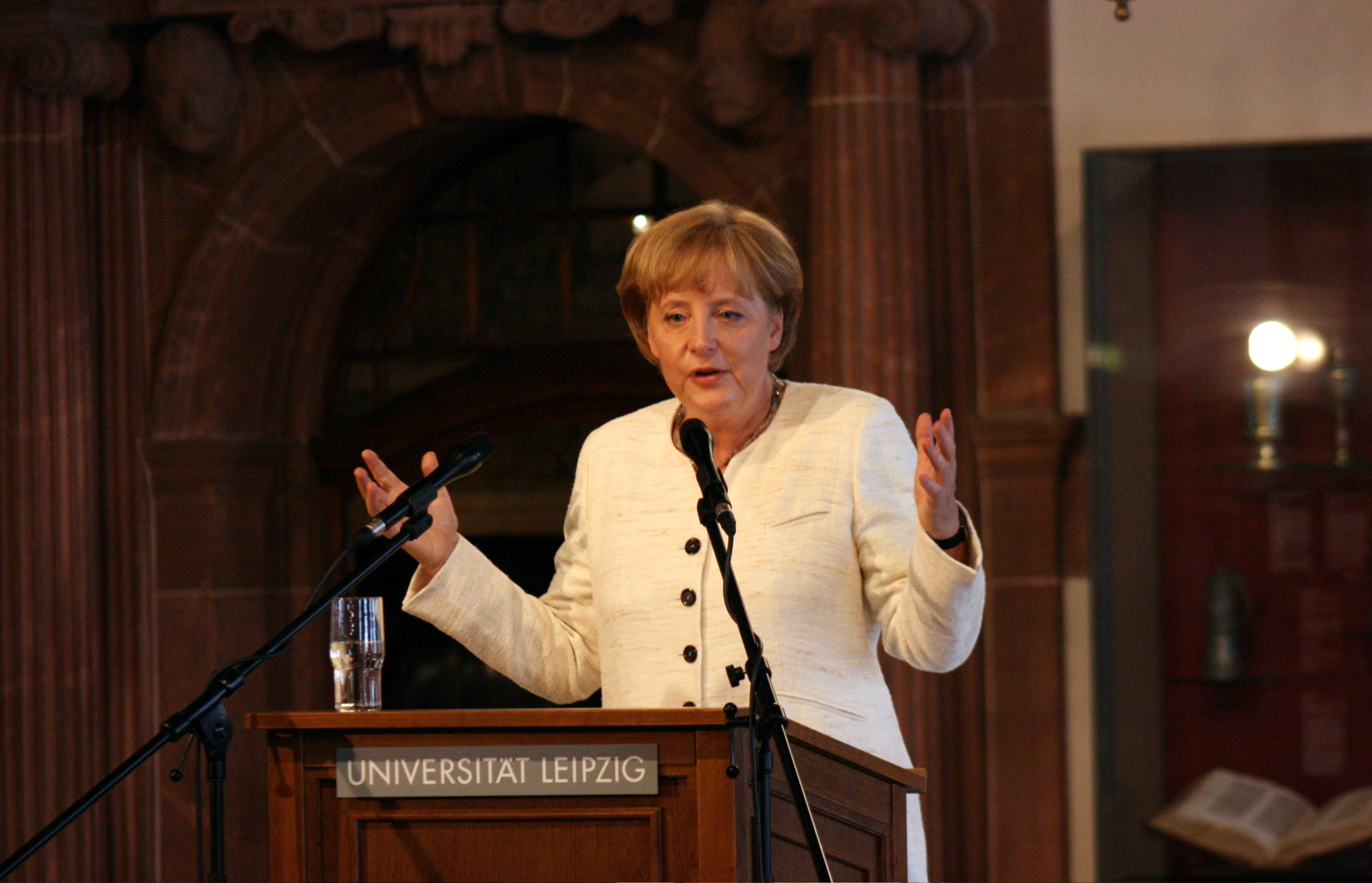
Angela Merkel, 2008

A eleição federal de 2005 resultou em um impasse para os dois principais partidos, SPD e CDU/CSU, pois eles conquistaram quase o mesmo número de assentos, mas não o suficiente para formar uma maioria sem o apoio de vários partidos menores. Isto foi resolvido em 11 de novembro de 2005, quando ambos os partidos concordaram em formar uma grande coligação liderada por Angela Merkel, que se tornou a primeira mulher chanceler da Alemanha.
Em Janeiro de 2009, o governo alemão aprovou um plano de € 50 bilhões de estímulo econômico para proteger vários setores de uma recessão e do consequente aumento das taxas de desemprego.
Nas eleições federais de 2009, a CDU/CSU e o FDP obtiveram a maioria e Angela Merkel conseguiu formar uma coalizão com os liberais, o Gabinete Merkel II. Guido Westerwelle se tornou o novo vice-chanceler. Os sociais-democratas tiveram um desempenho particularmente fraco nas eleições.
Entre os principais projetos políticos alemães iniciados neste mandato estão a transição energética (Energiewende), o "Freio da Dívida" (Schuldenbremse) para orçamentos equilibrados, a reforma das leis de imigração alemãs e estratégias de alta tecnologia para a informatização e futura transição da economia alemã, resumidas como Indústria 4.0.
Em dezembro de 2013, a grande coalizão foi restabelecida no Terceiro Gabinete Merkel. Os liberais do FDP não estão presentes no Bundestag pela primeira vez. Desde 2014, o recém-criado partido populista de direita Alternativa para a Alemanha (AfD) foi eleito para vários mandatos do Landtag.
Os principais projetos políticos da segunda grande coalizão sob Merkel são a legislação para um salário mínimo geral na Alemanha e várias reformas de bem-estar social, incluindo reformas previdenciárias. Projetos iniciados com os liberais no segundo mandato são amplamente continuados.
A Alemanha foi afetada pela crise migratória europeia em 2015, pois se tornou o destino final de escolha de muitos requerentes de asilo da África e do Oriente Médio que entraram na UE. O país acolheu mais de um milhão de refugiados e migrantes e desenvolveu um sistema de quotas que redistribuiu os migrantes pelos seus estados federais com base no seu rendimento fiscal e na densidade populacional existente. A decisão de Merkel de autorizar a entrada sem restrições suscitou fortes críticas na Alemanha e também na Europa.
Em 2017, Angela Merkel foi eleita para um quarto mandato como chanceler. O FDP voltou a entrar no Bundestag e, pela primeira vez, o partido populista de direita AfD também entrou nas eleições. Em Março de 2018, Angela Merkel formou outra grande coligação com os Social-democratas (SPD), após cinco meses de impasse político desde as eleições de Setembro. Angela Merkel disse em seu quarto mandato que não buscaria outro mandato nas próximas eleições e que se aposentaria.

## Chancelaria de Olaf Scholz (2021–2025)

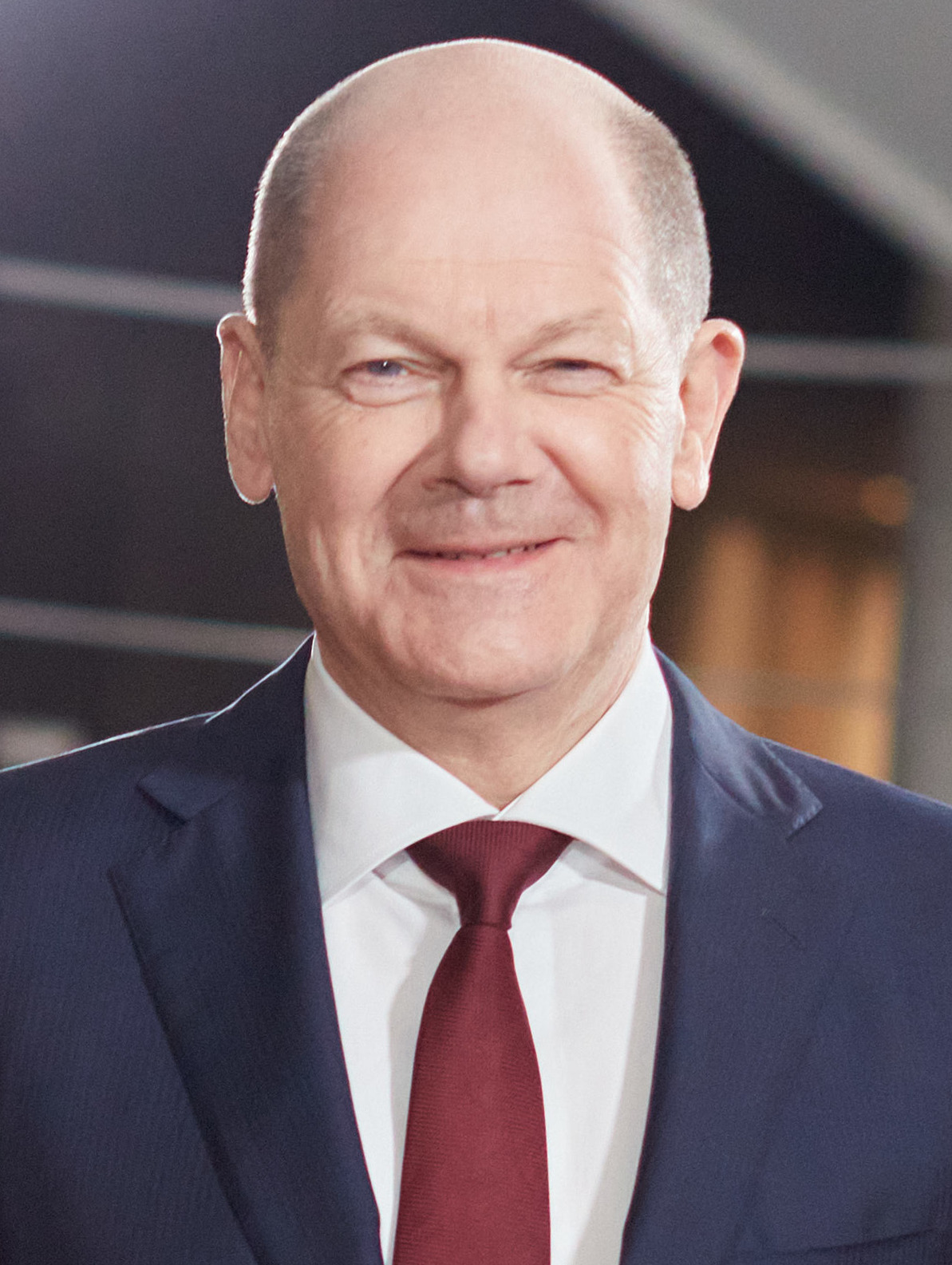
Olaf Scholz

Em 8 de dezembro de 2021, o social-democrata Olaf Scholz foi empossado como chanceler. Ele formou um governo de coligação de semáforo com os Verdes e o FDP depois que o SPD venceu por maioria como resultado da eleição federal de 2021.
Frank-Walter Steinmeier foi reeleito para um segundo mandato de cinco anos como presidente da Alemanha, a primeira vez para um presidente do SPD, atribuído à sua percepção como um símbolo de consenso e continuidade.
A invasão da Ucrânia pela Rússia em 2022 e seus efeitos econômicos dominaram as primeiras políticas externas e internas de Scholz. A anterior política externa da Alemanha em relação à Rússia (Ostpolitik) foi criticada por ter sido demasiado crédula e branda em relação à Rússia. O discurso de Scholz no Zeitenwende, três dias após o início da invasão, sinalizou uma mudança na política externa da Alemanha contemporânea, com milhares de milhões de dólares em investimentos no exército alemão. Scholz também aprovou ajuda militar e econômica direta à Ucrânia. Em meio a uma crise energética global, Scholz comprometeu-se a enfraquecer a dependência das importações de energia russas, interrompendo a certificação do Nord Stream 2 e, ao mesmo tempo, comprometendo-se com a política de Merkel de eliminação gradual da energia nuclear. Em abril de 2023, mais de 1,06 milhões de refugiados da Ucrânia foram registados na Alemanha.
Em dezembro de 2023, a Alemanha era a quarta maior economia do mundo, depois dos Estados Unidos, China e Japão, e a maior economia da Europa. É o terceiro maior país exportador do mundo.
Nas eleições estaduais da Turíngia de 2024, a AfD tornou-se o primeiro partido de extrema-direita na Alemanha desde o Partido Nazi a ganhar uma pluralidade de assentos em uma eleição estadual.

## Chancelaria de Friedrich Merz (2025–presente)
Nas eleições federais de 23 de fevereiro de 2025, a CDU ficou em primeiro com 28,5% dos votos e Merz ficou encaminhado para ser o novo chanceler. Tomou posse em 6 de maio após ser confirmado no segundo turno da eleição no Bundestag, sendo a primeira vez desde a Segunda Guerra Mundial que a maioria absoluta não foi formada na primeira votação. Seu governo faz coalizão com o Partido Social-Democrata (SPD).